# 134-я пехотная дивизия (вермахт)
134-я пехотная дивизия (нем. 134. Infanterie-Division) — тактическое соединение сухопутных войск вооружённых сил нацистской Германии периода Второй мировой войны.

## История дивизии
Была образована 15 октября 1940, базировалась в Графенвёре.
В июне 1941 года для операции «Барбаросса» была переброшена в группу армий «Центр». Принимала участие в боях с окружёнными подразделениями РККА на Киевщине, в частности в событиях так званого «Яготинского котла».
В декабре 1941 года участвовала в операции «Тайфун», которая провалилась из-за упорного сопротивления Красной Армии. В ходе Елецкой наступательной операции войск Красной армии 6—18 декабря 1941 года совместно с 45-й дивизией была разбита под Ливнами. С 24 июня по август 1944 отбивала атаки советских войск под Варшавой.
22 солдата дивизии были награждены Рыцарским крестом Железного креста, 70 солдат были награждены Железным крестом в золоте.

## Командование
| Дата службы                      | Воинское звание      | Имя                                                   |
| -------------------------------- | -------------------- | ----------------------------------------------------- |
| 5 октября 1940 — 12 декабря 1941 | Генерал-лейтенант    | Конрад фон Кохенхаузен (покончил жизнь самоубийством) |
| 12 декабря 1941 — февраль 1944   | Генерал горных войск | Ганс Шлеммер                                          |
| февраль — 1 июня 1944            | Генерал-майор        | Рудольф Бадер                                         |
| 1 — август 1944                  | Генерал-лейтенант    | Эрнст Филипп                                          |

| Дата службы                | Воинское звание | Имя            |
| -------------------------- | --------------- | -------------- |
| октябрь 1940 — ноябрь 1942 | Майор           | Ганс Рихерт    |
| ноябрь 1942 — ноябрь 1943  | Полковник       | Гюнтер Вентруп |
| январь 1944 — неизвестно   | Полковник       | Зигфрид Деден  |

## Состав
- 439-й пехотный полк
- 445-й пехотный полк
- 446-й пехотный полк
- 134-й артиллерийский полк
- 134-й противотанковый артиллерийский дивизион
- 134-й разведывательный отряд
- 134-й резервный отряд
- 134-й отряд связистов
- 134-й моторизованный сапёрный батальон
- Новобранцы

На 7.7.41 Дополнительно имела
- пех.гр.Шварц
- пех.гр.Прелле
- 134-й бат.полевой жандармерии
- 101-й Дивизион тяжелой артиллерии
- Оркестр